# Банново (Кемеровская область)
Ба́нново — село в Крапивинском районе Кемеровской области. Административный центр Банновского сельского поселения.

## География
Центральная часть населённого пункта расположена на высоте 136 м над уровнем моря.

## Население
| 2010 |
| ---- |
| 820  |

### Половой состав
По данным Всероссийской переписи населения 2010 года, в селе проживало 820 человек (391 мужчина, 429 женщин).

## Улицы
| - ул. Боярки, - ул. Заречная, - ул. Молодёжная, - ул. Николаева, | - ул. Новая, - ул. Центральная, - ул. Школьная. |